# Потапов, Сергей Викторович
Сергей Викторович Потапов (9 января 1977, Жданов, Украинская ССР — 30 января 2013, Мариуполь, Украина) — украинский футболист, полузащитник.

## Игровая карьера
Футболом начал заниматься в мариупольской ДЮСШ № 3. Первый тренер — Валерий Сидоров. Затем продолжил учёбу в Донецком высшем училище олимпийского резерва.
Во взрослом футболе дебютировал в 15 лет в составе донецкого «Шахтёра-2». Далее выступал в «Медите» (Шахтерск), «Металлурге» (Донецк), «Шахтере» (Макеевка), «Полиграфтехнике», «Подолье», «Ниве» (Винница) ФК «Черкассы», МФК «Николаев» и литовской «Судуве».
В высшей лиге чемпионата Украины провёл два матча в составе донецкого «Металлурга» (1998 год). В составе МФК «Николаев» становился лучшим бомбардиром команды. В составе «Судувы» провёл 4 матча квалификационного этапа Кубка УЕФА сезона 2007/08.

## Тренерская карьера
Завершив игровую карьеру, работал тренером в ДЮСШ ФК «Ильичевец». Последние полгода был старшим тренером команды «Ильичевец U-14», выступавшей в чемпионате ДЮФЛ.